# Désobéissance
Désobéissance (с фр. — «Неповиновение») — одиннадцатый альбом французской певицы Милен Фармер, релиз которого состоялся 28 сентября 2018 года на лейбле Sony Music.
30 ноября было выпущено переиздание альбома, которое включило в себя новую песню, удлинённую версию трека «Histoires de fesses», видеоклипы на «Rolling Stone», «Sentimentale», «N’oublie pas», «Désobéissance» вместе с «making of».

## Работа над альбомом
Над альбомом помимо самой Милен работал французский диджей Федер и Паскаль Негрэ. Также после долгого перерыва певица возобновила сотрудничество с Лораном Бутонна, который стал режиссёром клипа для сингла «N’oublie pas».

## Синглы
В поддержку альбома было выпущено 4 сингла. Первый «Rolling Stone» был выпущен 19 января 2018 года. Песня была тепло принята критиками и слушателями, мгновенно заняв лидирующую позиции в чарте iTunes, а также став рекордным шестнадцатым синглом №1 для Милен в национальном чарте Франции.
Второй сингл «N’oublie pas», записанный в дуэте с американской певицей LP, был выпущен 22 июня 2018 года. Песня также мгновенно стала лидером в iTunes.
20 сентября состоялась премьера промосингла и видеоклипа «Sentimentale». 3 октября в эфире радиостанции RTL Милен подтвердила, что третьим синглом с альбома станет композиция «Désobéissance». 27 ноября состоялась премьера видеоклипа на песню, режиссёром выступил Бруно Авейан.
20 марта 2019 года был выпущен четвёртый сингл «Des larmes».

## Коммерческий приём
Альбом получил золотую сертификацию во Франции всего лишь за три дня, а платиновую — за неделю. Также стало известно, что альбом продался свыше 90,000 копий во Франции за первую неделю, что является одним из лучших показателей за последние годы.

## Mylène Farmer 2019
В поддержку альбома было организовано турне, которое прошло в формате резиденции, в Париже в 2019 году. Милен анонсировала девять концертов — все они прошли на стадионе Paris La Défense Arena (вместительностью 40 000 мест) в период с 7 по 22 июня 2019 года. Подготовкой серии концертов занимался также и Лоран Бутонна.

## Список композиций
| №   | Название                  | Текст песни              | Музыка | Длительность |
| --- | ------------------------- | ------------------------ | --- | ------------ |
| 1.  | «Rolling Stone»           | Mylène Farmer            | Feder, Johanna Iser, Peter Hoppe, Anastassia Zimmerman, Ashley Hicklin, Kimberley Sawford, Quentin Segaud | 3:45         |
| 2.  | «Sentimentale»            | Farmer                   | Feder, Quentin Segaud                                                                                     | 4:16         |
| 3.  | «Désobéissance»           | Farmer                   | Leon Deutschmann                                                                                          | 3:59         |
| 4.  | «N’oublie pas» (feat. LP) | Farmer, Laura Pergolizzi | LP, Mike Del Rio, Nate Campany                                                                            | 3:44         |
| 5.  | «Histoires de fesses»     | Farmer                   | Feder | 1:57         |
| 6.  | «Get up Girl»             | Farmer                   | Feder, Segaud, Tommy Jean                                                                                 | 3:37         |
| 7.  | «Prière»                  | Farmer                   | Segaud, Feder                                                                                             | 3:34         |
| 8.  | «Au lecteur»              | Charles Baudelaire       | Feder | 3:15         |
| 9.  | «Des larmes»              | Farmer                   | Del Rio, Pergolizzi                                                                                       | 3:48         |
| 10. | «Parler d'avenir»         | Farmer                   | Sebastien Chouard, Deutschmann                                                                            | 3:31         |
| 11. | «On a besoin d'y croire»  | Farmer                   | Anastasia Zimmer, Feder                                                                                   | 3:48         |
| 12. | «Retenir l'eau»           | Farmer                   | Deutschmann, Graham Preskett                                                                              | 4:13         |

| №   | Название                                   | Длительность |
| --- | ------------------------------------------ | ------------ |
| 13. | «Untitled New Song»                        |              |
| 14. | «Histoires de fesses» (Расширенная версия) |              |

| №  | Название                       | Длительность |
| -- | ------------------------------ | ------------ |
| 1. | «Rolling Stone» (Видеоклип)    |              |
| 2. | «N'oublie pas» (Видеоклип)     |              |
| 3. | «Sentimentale» (Видеоклип)     |              |
| 4. | «Désobéissance» (Видеоклип)    |              |
| 5. | «Désobéissance» (Съёмки клипа) |              |

## Позиции в чартах

### Еженедельные чарты
| Чарт (2018)                              | Высшая позиция |
| ---------------------------------------- | -------------- |
| Бельгия/Валлония (Ultratop)              | 1              |
| Бельгия/Фландрия (Ultratop)              | 19             |
| Франция (SNEP)                           | 1              |
| Франция (SNEP Téléchargements)           | 1              |
| Швейцария (Schweizer Hitparade)          | 3              |
| Швейцария/Романдия (Schweizer Hitparade) | 1              |
| Мир (United World Chart)                 | 5              |

### Годовые чарты
| Чарт (2018)                     | Позиция |
| ------------------------------- | ------- |
| Бельгия/Валлония (Ultratop)     | 8       |
| Швейцария (Schweizer Hitparade) | 55      |

## Сертификации и продажи
| Регион         | Сертификация  | Продажи |
| -------------- | ------------- | ------- |
| Франция (SNEP) | 2× Платиновый | 250,000 |